# La Grand-Croix
La Grand-Croix é uma comuna francesa na região administrativa de Auvérnia-Ródano-Alpes, no departamento de Loire. Estende-se por uma área de 4,05 km². Em 2010 a comuna tinha 5 209 habitantes (densidade: 1 286,2 hab./km²).